# Hans Eckhardt (Polizist)

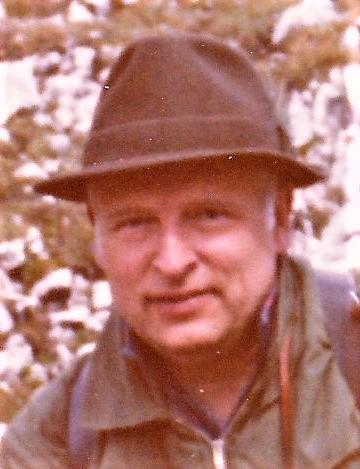
Hans Eckhardt während eines Urlaubs 1969 in Tragöß, Österreich

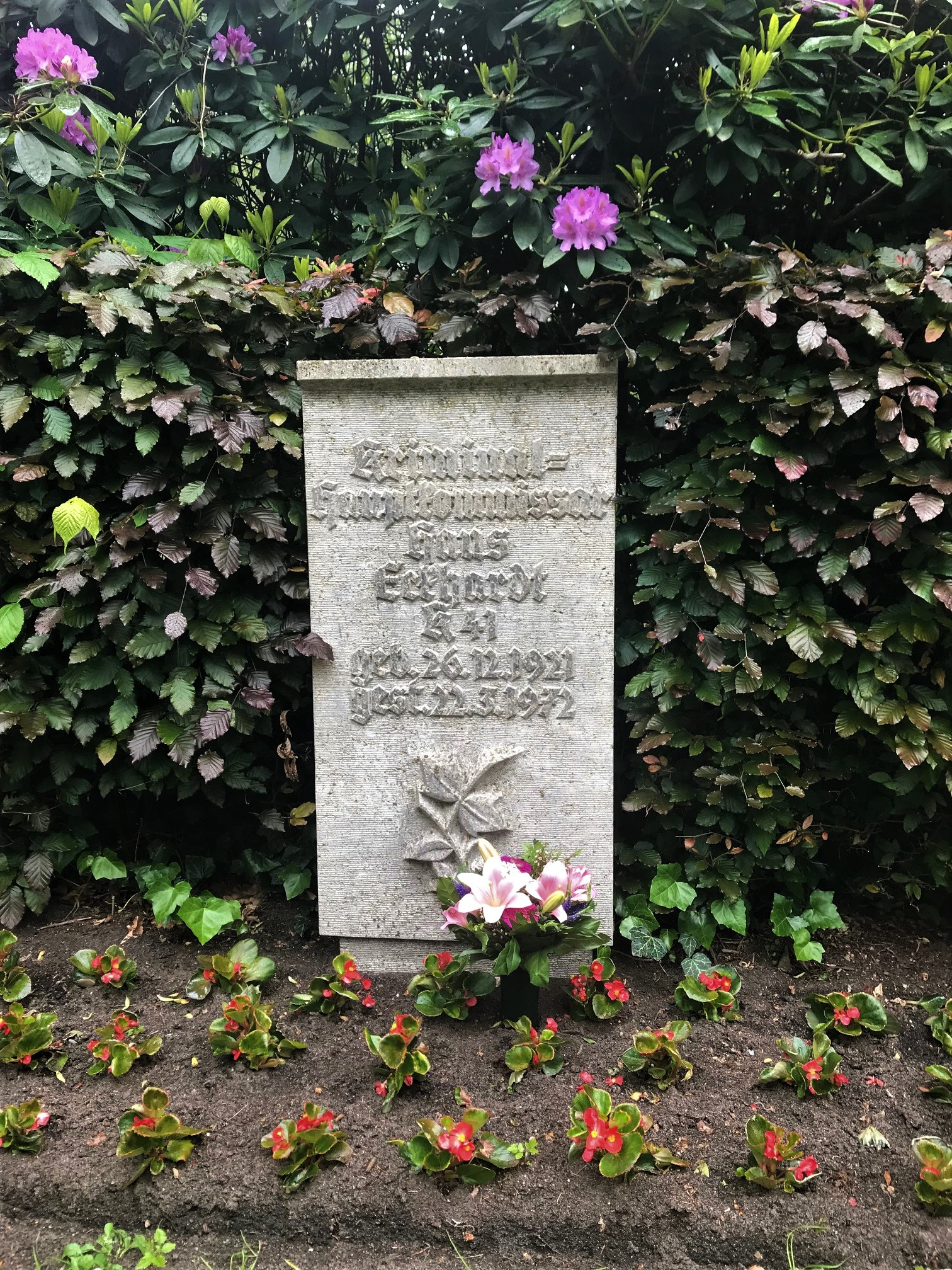
Grab von Kommissar Hans Eckhardt, Hamburg-Ohlsdorf

Hans Paul August Wilhelm Eckhardt (* 26. Dezember 1921 in Hamburg; † 22. März 1972 ebenda) war ein deutscher Polizist, der im Dienst von dem RAF-Terroristen Manfred Grashof ermordet wurde.

## Leben
Hans Eckhardt wurde als Sohn des Polizeibeamten Johann Eckhardt und dessen Ehefrau Käthe in Hamburg-Altona geboren. Er machte auf der 2. Knaben-Mittelschule in Altona seine Mittlere Reife und begann danach in Hamburg eine Verwaltungslehre. Er wurde 1940 einberufen und geriet als Funk-Obergefreiter 1943 in Afrika in Gefangenschaft. Da Hans Eckhardt nie bei den Nationalsozialisten parteipolitisch aktiv gewesen war, konnte er bereits am 1. Mai 1946 in den Dienst der Polizei Hamburg eintreten und wurde im September 1946 von der Kriminalpolizei übernommen. Er leitete zuletzt im Range eines Hauptkommissars als Chef die Staatsschutzabteilung in Hamburg.

## Schusswechsel am 2. März 1972
Am Abend des 2. März 1972 stellte die Polizei die beiden Terroristen Wolfgang Grundmann und Manfred Grashof in einer konspirativen Wohnung in der Heimhuder Straße in Hamburg. Während Grundmann sich sofort ergab, schoss Grashof auf Hauptkommissar Eckhardt und traf ihn mit zwei Dum-Dum-Geschossen in Schulter und Bauch. Diese Geschosse waren an der Spitze abgefeilt, um möglichst großen Schaden anzurichten.
Nach zwanzig Tagen, am 22. März 1972, verstarb Eckhardt in der Universitätsklinik Hamburg an den Folgen seiner Schussverletzungen. Eckhardt wurde in Hamburg auf dem Friedhof Ohlsdorf in der Ehrengrabstätte „Revier Blutbuche“ beigesetzt.

## Weiteres Geschehen
Manfred Grashof wurde am 2. Juni 1977 wegen Mordes zu lebenslanger Freiheitsstrafe verurteilt. Inoffiziell soll er Reue gezeigt haben, allerdings nie gegenüber den Angehörigen des Mordopfers Eckhardt. Dies bestätigte die Witwe in einem Spiegel-Interview im Mai 2007 sowie Grashof selbst in dem Film Beyond Punishment aus dem Jahr 2015.
Als der Ministerpräsident von Rheinland-Pfalz, Bernhard Vogel, Manfred Grashof im Herbst 1988 begnadigte, informierte er die Witwe von Hans Eckhardt nicht, obwohl Vogel das behauptete.

## Fernsehsendungen/Filme
- Anne Siemens, Henning Rütten: Wer gab Euch das Recht zu morden?, ARD Gemeinschaftsproduktion von NDR/RBB 2007, gesendet u. a. In der ARD am 5. September 2007 und bei PHOENIX am 10. Juli 2016 und am 1. Dezember 2016
- Hubertus Siegert: Beyond Punishment, Filmstart 11. Juni 2015, der Film entstand 2006 bis 2014 in Koproduktion mit ZDF/3Sat und DOCDAYS Productions.
- Bernd Eichinger, nach dem Buch von Stefan Aust: Der Baader Meinhof Komplex, Filmstart 25. September 2008